# Cyperus angustatus
Cyperus angustatus är en halvgräsart som beskrevs av Robert Brown. Cyperus angustatus ingår i släktet papyrusar, och familjen halvgräs. Inga underarter finns listade i Catalogue of Life.